# Các tác phẩm của Franz Schubert

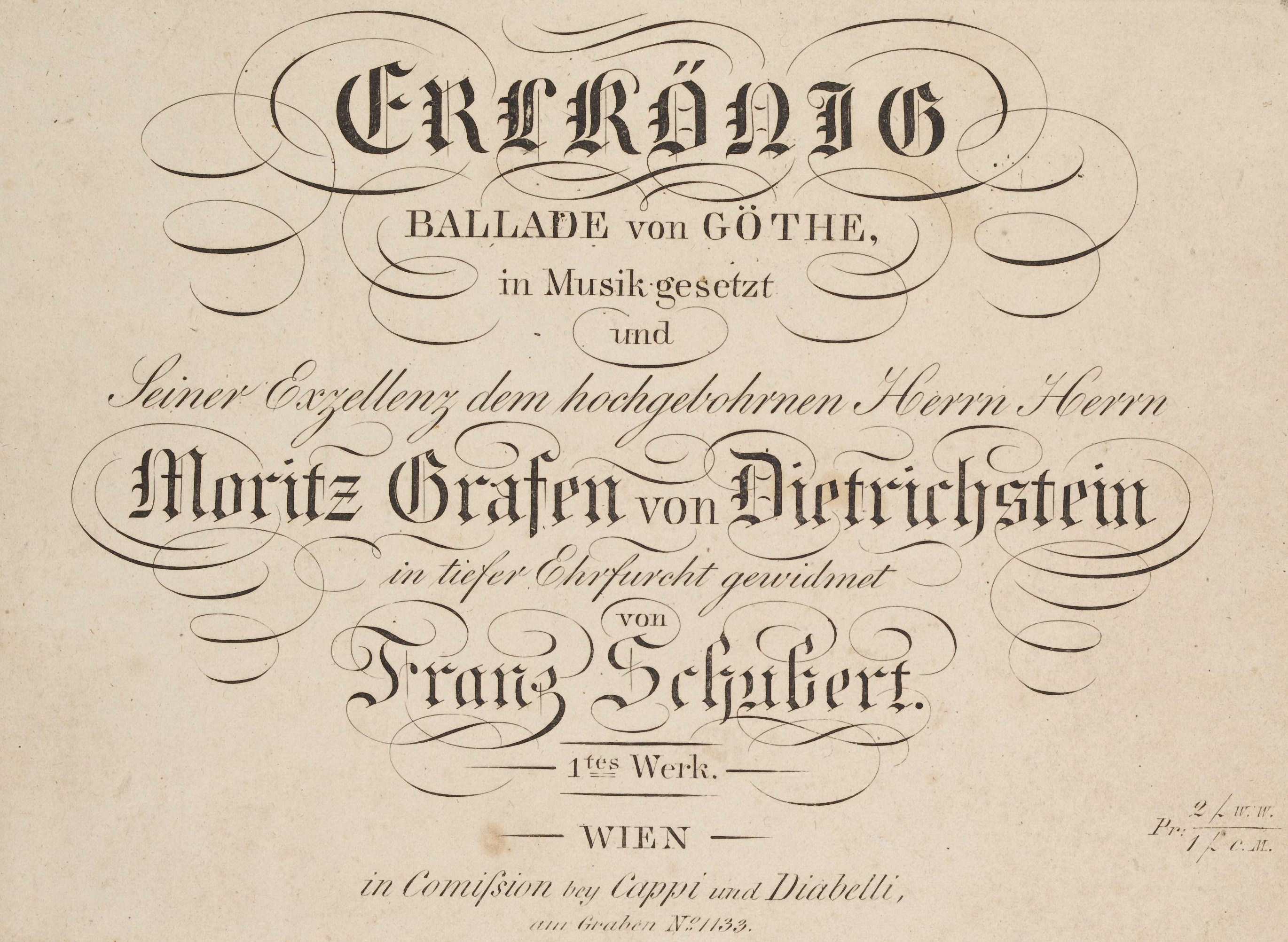
Schubert Tác phẩm 1: "Erlkönig", D 328, phiên bản thứ tư, đã được xuất bản của Diabelli như của Schubert "1^{phải} Xem" 1821. Sự nói Dối, bao gồm trong 1815, sau đó đã được thông qua cùng với của mình trước một phiên bản trong AGA KHAI, 3, Không. 178 (1895) và SỐNG IV, 1 (1970).

Johann sebastian (31 tháng 1797 – 19 tháng 1828), một muộn cổ Điển – đầu lãng Mạn Vienna nhà soạn nhạc, bên trái một cơ thể của công việc của mình mặc dù cuộc sống ngắn. Ông đã viết một số 1500 các mặt hàng, hay khi tập, chu kỳ và biến thể được nhóm, một số ngàn tác phẩm. Nhóm lớn nhất của mình là hơn sáu trăm bài hát cho giọng nói và đàn piano. Ông bao gồm gần như nhiều đàn piano từng mảnh, và một khoảng 150 một bài hát, một số 40 phụng tác phẩm (kể cả một số quần chúng) và khoảng 20 giai đoạn hoạt động giống như vở opera và âm nhạc ngẫu nhiên. Cho dàn nhạc của ông ra bao gồm một chục bản giao hưởng (seven hoàn thành) và nhiều lời đề nghị. Schubert nhạc thính phòng bao gồm hơn 20 chuỗi thức, và một số đức, bộ ba và bộ.
Otto Erich Đức biên dịch toàn diện đầu tiên danh mục các công trình của Schubert và công bố nó trong năm 1951 như Schubert: chuyên Đề danh Mục tất cả các Tác phẩm của mình theo thứ Tự thời Gian. Một bản chỉnh sửa xuất hiện trong tiếng đức vào năm 1978. Sau phiên bản của các cửa hàng chứa cập nhật nhỏ.
Ấn phẩm của Schubert tác phẩm của bắt đầu trong cuộc đời của mình, bởi số tác phẩm. Sau cái chết của nhà soạn nhạc, sau khi chết tác phẩm số tiếp tục được giao cho ấn phẩm mới của công việc của mình cho đến khi 1867 (Op. bài. 173). Trong khi đó, cũng ấn phẩm mà không có số tác phẩm đã bắt đầu, ví dụ, từ ngay sau cái chết của nhà soạn nhạc, nhiều bài hát trong Diabelli's năm mươi "Nachlaß-Lieferung" (góp từ những di sản), phiên bản.
- Từ năm 1884 vào năm 1897 Breitkopf Và Härtel xuất bản hai mươi-hai loạt của Franz của Schubert Danh: Kritisch durchgesehene Gesammtausgabe, được biết đến như là "Gia Gesamt." (AGA, cựu hoàn thành bản). Từ năm 1965 Dover Ấn phẩm bắt đầu lại phiên bản này, và sau đó nó đã có mặt ở IMSLP trang web.[9]
- Các Hội Schubert. (NSA), còn được gọi là người Mới Schubert Edition (SỐNG), được xuất bản bởi Bärenreiter (Đức). Nó đề nghị xung quanh tám mươi ba tập, trong tám loạt. Bố tất cả khối lượng đã được lên kế hoạch để kết luận vào năm 2016. Kế hoạch cho phiên bản này bắt đầu càng sớm càng năm 1963, với nền tảng của sự Quốc tế Schubert xã Hội, trụ sở tại các trường Đại học của người học nghề, Đức.[10][8]

Trang web như Schubert trực Tuyến (schubert-trực tuyến.tại) cung cấp sao (quét) của Schubert chữ ký và của các bản thảo và phiên bản đầu của công việc của mình. Văn bản của Schubert thanh nhạc có thể được công bố không có âm nhạc, ví dụ của mình bài hát (bài hát) tại LiederNet lưu Trữ trang web.

## Hoạt động được liệt kê trong danh mục Đức
Năm 1951 ấn bản đầu tiên của Đức mục cố gắng danh sách tất cả các ngày các tác phẩm của Schubert theo thứ tự thời gian, giao cho họ một số từ 1 đến 965. Không làm việc được lệnh trong phạm vi 966-992. Nos 993-998 gọi bản thảo đó đã xuất hiện trở lại ngay trước khi các cửa hàng đã được in.
Sau đó một phiên bản của sự mục tôn trọng những nguyên tắc chung mà Đức số dưới 966 gọi, trong một thứ tự thời gian, để tác phẩm của Schubert với thành lập một thời gian của thành phần, và có phạm vi 966-992 đã được dành cho tác phẩm của mình với một không chắc chắn ngày của thành phần. Vậy,"Chết Taubenpost"cuối cùng đã nói Dối Schubert sáng tác, được gán lại từ D 957 Không.  14 để D 965A, và D 993 một thành phần đàn piano, để D 2E.
Giả mạo và nghi ngờ tác phẩm (Anh.  Tôi)
Phụ lục của tôi, ấn bản đầu tiên trong danh mục chứa duy nhất một phần dưới đầu Giả mạo và nghi hoạt động, nhưng tuy nhiên, cũng chỉ đến một số tác phẩm với xác thực vấn đề ở nơi khác trong danh mục. Những năm 1978 phiên bản của các cửa hàng sách 32 giả mạo và nghi ngờ tác phẩm đầu tiên của nó Anhang (lục), kể cả một số người cho rằng do lấy ra từ chính danh mục.
Sắp xếp của Schubert (Anh.  II)
Những năm 1978 phiên bản của các cửa hàng sách 4 sắp xếp của Schubert trong các thứ hai Anhang
Tác phẩm của người khác nhà soạn nhạc được sao chép của Schubert (Anh.  III)
Phụ lục II trong ấn bản đầu tiên của các cửa hàng chứa tác phẩm của nhà soạn nhạc khác sao chép của Schubert. Trong năm 1978 bản danh sách đã được mở rộng và trở thành Anhang III.
"Đặt" với "phiên bản" sự khác biệt 
Mới Schubert Bản phân biệt giữa Bearbeitung (thiết lập) và Fassung (phiên bản), lần đầu tiên có nghĩa là một thành phần độc lập, những giai đoạn thứ hai cùng thành phần (thay đổi của cơ bản giống phần). Thông thường, thiết lập khác nhau có khác nhau D số, trong khi một phiên bản là nhóm dưới cùng một D số, trừ khi đặt cho một khác nhau (nhóm) biểu diễn(s). Ấn bản đầu tiên của Đức cửa hàng được ít nghiêm ngặt vào thời điểm đó, dẫn đến Đức số reassignments ở ấn phẩm sau này. Ví dụ: D 174 được mô tả như hai thiết lập của các văn bản giống nhau trong cửa hàng ban đầu, thứ hai gặp trở thành "D thiếu" theo thời gian, nó được xuất bản trong Loạt IV, khối Lượng 8 Mới của Schubert Edition (trong khi âm nhạc đã không giống với các thiết lập trước đó). Mặt khác, bất chấp sự khác nhau trong quan trọng và số của phong trào, những gốc D 567 và D 568 cuối cùng đã được công bố dưới cùng một D số như hai phiên bản của cùng một sonata.
| column | column          | content |
| ------ | --------------- | --- |
| 1      | D '51           | Deutsch number in the first version of the Deutsch catalogue (1951) |
| 2      | D utd           | most recent (utd = up to date) Deutsch catalogue number; the basic collation of the list is according to these numbers – whether or not the possibility to adjust the sorting according to the content of other columns is available depends on the device with which the table is displayed. |
| 3      | Op. pbl         | Opus number (Op.; p indicates Post. = posthumous) and date of first publication (pbl; between brackets; when there is more than one date the earlier dates indicate partial publications). The column sorts to Opus number, then (earliest of) the publication date(s) |
| 4      | AGA             | Alte Gesamt-Ausgabe = Franz Schubert's Werke: Kritisch durchgesehene Gesammtausgabe. Indicates genre/instrumentation: - Series I: Symphonien (Nos. 1-8) (Johannes Brahms, 1884) - Series II: Overtüren und Andere Orchesterwerke (Johann Nepomuk Fuchs, 1886) - Series III: Oktette (Nos. 1-3) and IV: Streichquintett (Eusebius Mandyczewski, 1889) - Series V: Streichquartette (Nos. 1-15) (Joseph Hellmesberger and Eusebius Mandyczewski, 1890) - Series VI: Trio für Streichinstrumente (Eusebius Mandyczewski, 1892) - Series VII: Trios, Quartets and Quintets with Piano and VIII: Pianoforte und Ein Instrument (Ignaz Brüll, 1886) - Series IX: Pianoforte zu vier Händen (Anton Door, 1888) - Series X: Sonaten für Pianoforte (Julius Epstein, 1888) - Series XI: Fantasie, Impromptus und andere Stücke für Pianoforte (Julius Epstein, 1888) - Series XII: Tänze für Pianoforte (Nos. 1-31) (Julius Epstein, 1889) - Series XIII: Messen (Nos. 1-7) (Eusebius Mandyczewski, 1887) - Series XIV: Kleinere Kirchenmusikwerke (Nos. 1-22) (Eusebius Mandyczewski, 1888) - Series XV: Dramatische Musik (Johann Nepomuk Fuchs, 1893) - Series XVI: Werke für Männerchor (Nos. 1-46) (Eusebius Mandyczewski, 1891) - Series XVII: Werke für gemischten Chor (Nos. 1-19) (Josef Gänsbacher, Eusebius Mandyczewski, 1892) - Series XVIII: Werke für Drei und mehr Frauenstimmen mit Pianoforte-Begleitung (Nos. 1-6) (Josef Gänsbacher, Eusebius Mandyczewski, 1891) - Series XIX: Kleine Gesangswerke (Nos. 1-36) (Josef Gänsbacher and Eusebius Mandyczewski, 1892) - Series XX: Sämtliche einstimmige Lieder und Gesänge (Eusebius Mandyczewski, 1894-1895) - Series XXI: Supplement (Eusebius Mandyczewski, 1897) 1. Instrumentalmusik No. 1-5 2. Instrumentalmusik No. 6-13 3. Instrumentalmusik No. 14- 4. Gesangsmusik - Series XXII: Revisionsbericht |
| 5      | NSA             | NGA/NSA/NSE = New Schubert Edition, also indicates genre/instrumentation: - Series I: Church Music - Series II: Stage Works - Series III: Part Songs - Series IV: Lieder - Series V: Orchestral Works - Series VI: Chamber Music 1. Octet and Nonet 2. String Quintet 3. String Quartets I 4. String Quartets II 5. String Quartets III 6. String Trios 7. Works for Piano and several instruments 8. Works for Piano and one instrument 9. Dances for several instruments - Series VII: Piano Music 1. Works for Piano Four Hands 2. Works for Piano Two Hands - Series VIII: Supplement, 2. Schubert's Studies |
| 6      | Name            | unique name, with, if available, a link to the relevant encyclopedia article; sorts by name with initial definite ("Der", "Die", "Das",...) or indefinite ("Ein", "A",...) articles, and numbers, moved after the expression they qualify: e.g. "Die Hoffnung,..." sorts as "Hoffnung, Die,..." – "Thirty Minuets..." sorts as "Minuets, 30,...". |
| 7      | Key / incipit   | incipit mostly for songs (linking to lyrics and their translation, for instance at The LiederNet Archive, when available), other compositions by key, except for theatre works: type of composition in brackets. |
| 8      | Date            | (presumed) date of composition, or, for copies and arrangements, date of Schubert's autograph. Sorts to earliest possible date of completion, unlike the chronology of the Deutsch catalogue that generally collates according to earliest date associated with the composition: e.g. Schubert started the composition of his 3rd String Quartet on ngày 19 tháng 11 năm 1812 and completed it on ngày 21 tháng 2 năm 1813 – in the Deutsch catalogue the composition is grouped with other compositions from 1812: when using the sort function of the 8th column the composition is grouped with compositions completed in 1813 |
| 9      | Additional info | may include: - Information about the text (lyrics, libretto) of vocal compositions: e.g., "Text by [text author]", "Text: [standard lyrics]", "... from [literary work]"; "other settings: D ..." indicates Schubert's other settings of the same text; for fields starting with "Text..." this column sorts by text author (last name, first name—or pen name when such name is more established), then incipit of the lyrics (alternatively, when the incipit is rarely used, title of the work) - Information about the authenticity of the composition: the work is without doubt Schubert's unless when marked as "Doubtful", "Spurious?" or "Spurious" (in the last case columns 3–8 give no further information about the composition) - Forces needed for performance ("For..."): - may be omitted when the type of composition makes the instrumentation clear (e.g. String Quartet → two violins, viola and cello), and, for vocal music, when the setting is for voice and piano - "s", "a", "t" and "b" refer to a single soprano, alto, tenor and bass singer respectively, while "S", "A", "T" and "B" to choral parts for the same types of singers (see SATB). - Specifications regarding movements (e.g. "Allegro – Minuet – Rondo") or sections (e.g. "No. 1...") - Information about the completeness of the extant work: the work is considered complete as extant unless when marked "Sketch", "Incomplete", "Unfinished", "Fragment" or "Lost" - Information about versions (e.g. "Two versions:...") |